# باتريك إم. هيوز
باتريك إم. هيوز (بالإنجليزية: Patrick M. Hughes)‏ هو ضابط أمريكي، ولد في 19 سبتمبر 1942 في غريت فولز في الولايات المتحدة.

## وصلات خارجية
- باتريك إم. هيوز على موقع إن إن دي بي (الإنجليزية)